# Sindromul ovarelor polichistice
Sindromul ovarelor polichistice (SOPC), sau anovulație hiperandrogenică (AH), sau sindromul Stein–Leventhal, este un set de simptome datorite unui inechilibru de hormoni la femei.

## Simptome
Simptomele includ: cicluri menstruale iregulare sau inexistente, cicluri abundante, exces de păr pe corp și pe față, acnee, durere în zona pelvică, greutăți în a rămâne insărcinată, și pete de piele groasă, mai închisă la culoare, catifelată. Afecțiunile asociate sunt:  diabet tip II, obezitate, apnee obstructivă de somn, boală de inimă, tulburări de dispoziție, și cancer endometrial.

## Cauze și diagnostic
SPOC-ul se datorează unei combinații de factori genetici și ambientali. Factorii de risc includ obezitatea, lipsa de exercițiu fizic, și antecedente în familie de această afecțiune. Diagnosticul se bazează pe două dintre trei din următoarele determinări: lipsă de ovulație, niveluri deandrogen ridicate, și chisturi ovariene. Chisturile se pot detecta prin ultrasunet. Printre alte afecțiuni care produc simptome asemănătoare se numără hiperplazie adrenală, hipotiroidism, și hiperprolactinemie.
<!—Prevenție și tratament -->
Nu există o cură pentru SOPC. Tratamentul poate implica schimbări în modul de viață, ca de exemplu scădere în greutate și exercițiu. Pilulele anticoncepționale pot ajuta cu regularitatea ciclurilor, cu părul excesiv și cu acneea.  Metformina și anti-androgenii de asemenea pot ajuta. Se pot folosi și alte tratamente tipice pentru acnee și metode de depilare. Eforturile pentru a îmbunătăți fertilitatea includ scăderea în greutate, clomifenul, sau metformina. Fertilizarea in vitro se poate folosi pentru cei cărora nu le-au folosit alte măsuri.

## Epidemiologie
SOPC-ul este cea mai comunătulburare endocrină la femeile între 18 și 44 de ani. Afectează de la aproximativ 5% la 10% din femeile în acest grup de vârstă. Este una din cauzele principale infertilității. Cea mai veche descriere cunoscută a bolii care acum se cunoaște precum SOPC a fost în 1721 în Italia.